# Krates von Theben

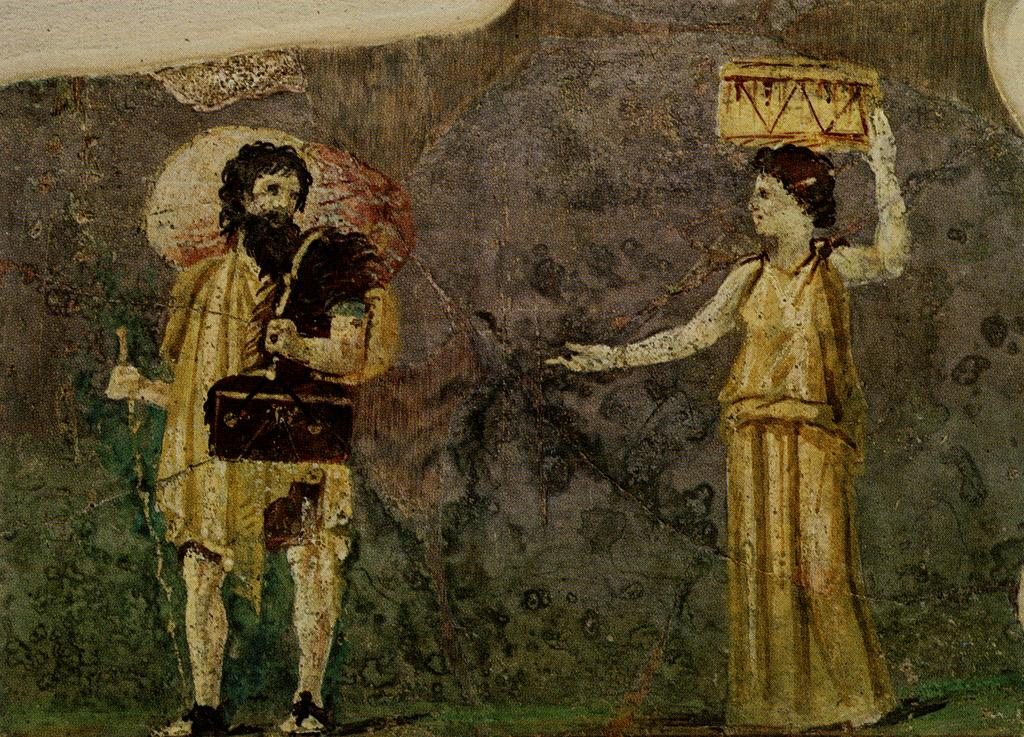
Diese Darstellung auf einem Wandgemälde aus dem 1. Jahrhundert, das auf dem Gelände der Villa Farnesina gefunden wurde, wird von einigen Forschern als eine des Ehepaars Krates und Hipparchia gedeutet.

Krates von Theben (altgriechisch Κράτης Krátēs, latinisiert Crates Thebanus; * vermutlich um 365 v. Chr. in Theben; † vermutlich um 285 v. Chr. in Böotien) war ein antiker griechischer Philosoph. Man zählt ihn zu den Kynikern.
Krates’ Schriften sind verloren. Erhalten sind nur einige Fragmente von seinen Gedichten sowie einige antike Berichte über sein Leben und Werk.

## Leben
Die Lebenszeit des Krates ist nur ungefähr bekannt, man setzt sie üblicherweise auf etwa 365 bis 285 v. Chr. an. Ein Autor gibt Krates’ Blütezeit mit der 113. Olympiade (die zwischen 328 und 325 v. Chr. stattfand) an und berichtet, dass Krates sehr alt in Böotien starb. Er stammte aus einer wohlhabenden thebanischen Familie und soll bucklig gewesen sein.
Angeblich habe das bei einer Tragödienaufführung gezeigte Schicksal des verarmt herumziehenden Königs Telephos einen solchen Eindruck auf Krates gemacht, dass er daraufhin sein geerbtes Vermögen (200 Talente) an seine Mitbürger verschenkte und ebenfalls begann, ein anspruchsloses Leben zu führen. Nach einem anderen Bericht habe er sein Vermögen nicht verschenkt, sondern bei einem Bankier deponiert, der es seinen Kindern geben sollte, falls diese normale Bürger werden wollten. In dem Fall aber, dass sie sich ebenfalls entschließen, Philosophen zu werden, sollte alles ans Volk verteilt werden. Möglicherweise war Krates zum Zeitpunkt, an dem diese Anekdoten spielen, bereits mit der Lehre und Lebensweise des Diogenes von Sinope bekannt, der für Bedürfnislosigkeit und Unabhängigkeit von äußeren Zwängen eintrat. Jedenfalls ist Krates später nach Athen gezogen und einer der Schüler des Kynikers geworden. Ob er auch, wie berichtet wird, Schüler Stilpons und eines gewissen Bryson von Achaia gewesen ist, ist allerdings fraglich.
Vermutlich erfunden ist eine bei verschiedenen Autoren überlieferte Geschichte, nach der Krates auf die Frage Alexanders des Großen, ob dieser die von ihm zerstörte Heimatstadt Krates’ wieder aufbauen solle, geantwortet haben soll: „Was soll’s? Vielleicht wird sie ein anderer Alexander erneut zerstören.“
Krates war mit der Philosophin Hipparchia verheiratet. Diese soll in ihrer Heimatstadt Maroneia von Krates’ Lehren und Lebensweise (vermutlich durch ihren Bruder Metrokles) gehört und sich aus der Ferne in ihn verliebt haben. Sie beschloss daraufhin, ihr komfortables Leben aufzugeben und Krates zu heiraten. Die Eltern Hipparchias verweigerten dies und da sie mit Selbstmord drohte, ließen sie Krates nach Maroneia kommen, der sich tatsächlich bemüht haben soll, Hipparchia von ihrem Vorhaben abzubringen. Da es ihm aber nicht gelang, soll er sich nackt ausgezogen haben und Hipparchia die Bedingung gestellt haben, seine kynische Lebensweise anzunehmen. Hipparchia stimmte zu und so kam es zur sprichwörtlichen „Hundeehe“ (kynogamía). Von da an sollen Krates und Hipparchia in der typisch einfachen Kynikertracht herumgezogen, in der Öffentlichkeit gegessen (was damals unüblich war) und sogar in der Öffentlichkeit Geschlechtsverkehr gehabt haben. Sie hatten mindestens einen Sohn namens Pasikles, den Krates, als er ins Mannesalter kam, in ein Bordell gebracht haben soll, um ihm zu zeigen, welche Art der Ehe sein Vater führe.
Der bekannteste Schüler Krates’ war der Stoiker Zenon von Kition, weitere Schüler waren (teils nicht ganz sicher) Kleanthes, Monimos, Metrokles und Bion von Borysthenes.
Vom Charakter her soll Krates milder und liebenswürdiger als sein Lehrer Diogenes von Sinope gewesen sein. So soll er als gern gesehener Gast den Beinamen „Türöffner“ (Thyrepanoíktēs) erhalten haben. Seine Lebensweise war die einfache, unabhängige, auf überflüssige Bedürfnisse verzichtende des typischen Kynikers. Da ihn mehrere zeitgenössische Komödiendichter als Figur auftreten ließen, ist anzunehmen, dass er damals eine bekannte Persönlichkeit gewesen sein dürfte.

## Lehre
Krates vertrat ähnliche Ansichten wie sein Lehrer Diogenes von Sinope. Um glücklich zu werden, sei es notwendig sich von allen überflüssigen Bedürfnissen und äußeren Zwängen frei zu machen.
Den antiken Berichten zufolge bestand Krates’ Werk hauptsächlich aus Gedichten, aber auch aus Tragödien (wahrscheinlich parodistischen) und einer Schrift namens Haushaltsbuch (Hephēmerís). Die Gedichte werden von zwei Autoren unter dem Sammeltitel Spielereien (Paígnia) und einmal unter dem Titel Satiren (satirae) genannt. Ein weiterer überlieferter Titel ist der eines Hymnus auf die Einfachheit (Hymnos eis tḕn Eutéleian). Die Briefe, die unter seinem Namen überliefert sind, wurden mit Sicherheit erst später von anderen Autoren verfasst.
Erhalten sind Gedichtfragmente in den Versformen Hexameter, elegischer Distichen und jambischer Trimeter. In diesen Fragmenten benutzt Krates oft Textstellen damals bekannter Autoren (wie etwa Homers), die er parodistisch so umformuliert, dass damit dem Leser kynische Lehren näher gebracht werden. Ein Beispiel ihres Inhalts ist etwa die Gegenüberstellung sinnlosen Philosophierens mit dem achtbaren einfachen Leben, beispielsweise eines Schusters. Ein anderes der ideale kynische Staat namens Pere (Ranzen). In diesem herrsche Anspruchslosigkeit, Friedfertigkeit und Zufriedenheit; im Gegensatz zu Platons und Euhemeros’ utopisch-jenseitigen Staatsgebilden könne Krates’ Staat von jedem einzelnen für sich realisiert werden. In einem weiteren Fragment werden Worte des Gesetzgebers Solon parodiert, der einst die Musen um Wohlstand und Reichtum bat. Krates bittet in seiner Parodie hingegen um Futter für seinen Bauch, lehnt Reichtum ab und will stattdessen an der Gerechtigkeit teilhaben.
In einem weiteren Gedichtfragment wird scherzhaft dazu aufgefordert mehr Geld für Köche, Schmeichler und Prostituierte auszugeben als für Ärzte, Ratgeber und Philosophen. Auch gilt Krates als früher Vertreter eines Kosmopolitismus und soll gesagt haben: „Nicht eine Festung ist mein Vaterland, nicht ein Dach, sondern auf der ganzen Erde steht jede Stadt und jedes Haus mir zum Wohnen zur Verfügung.“ Wie zuvor Antisthenes und Diogenes von Sinope soll auch Krates Herakles zu seiner mythischen Leitfigur gemacht haben.

## Bildnisse

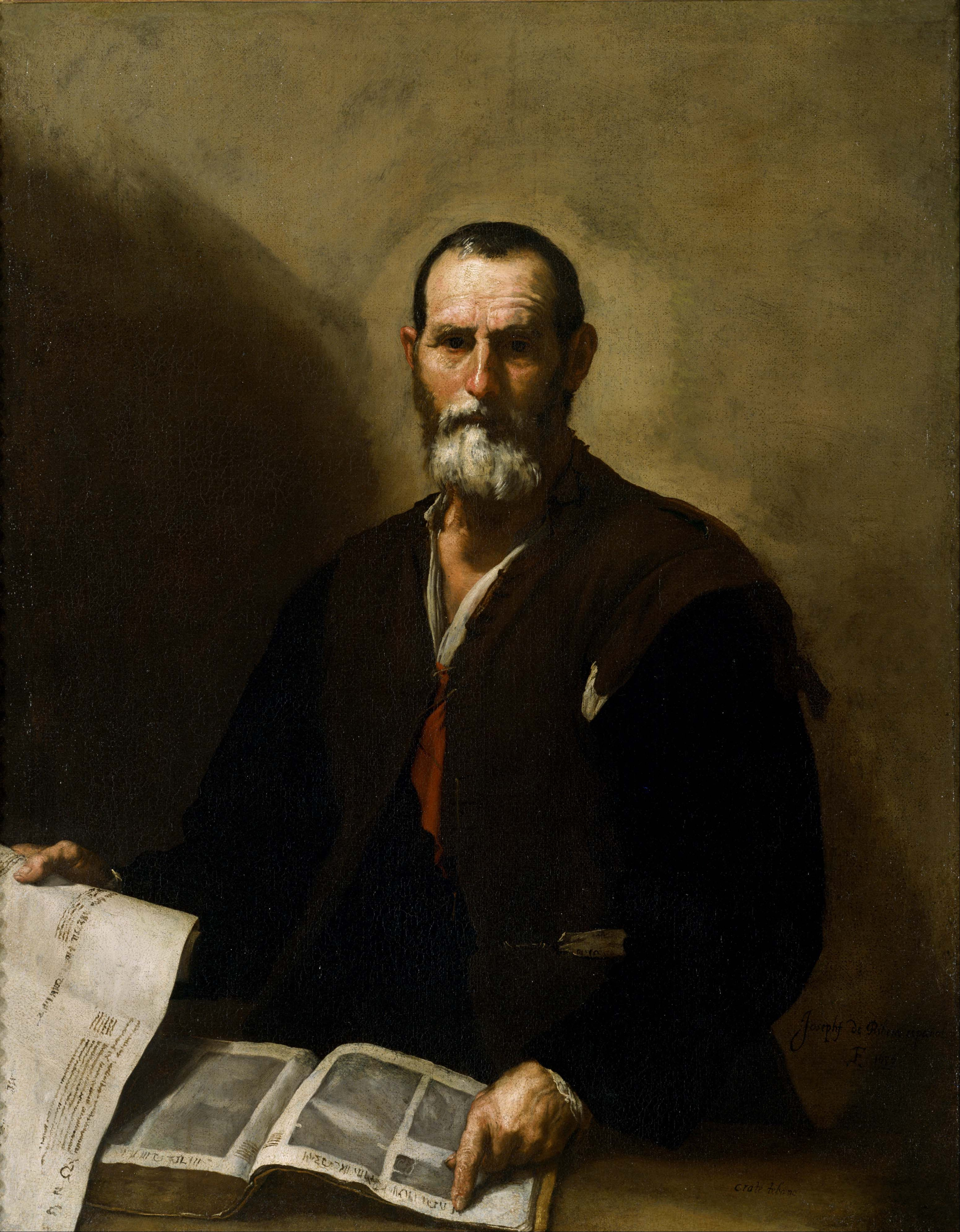
Jusepe de Ribera: Krates von Theben, Ölgemälde 1636

Eine Darstellung eines Kynikers (mit den typischen Attributen Stock und Tasche) und einer Frau mit einer Truhe auf dem Kopf wurde von Heinrich Fuhrmann, dem andere Forscher in dieser Annahme folgten, als Darstellung des Krates und seiner Frau Hipparchia gedeutet. Das Wandgemälde aus dem 1. Jahrhundert wurde auf dem Gelände einer römischen Villa bei der Villa Farnesina in Rom gefunden und befindet sich heute im Museo Nazionale Romano in Rom. Aufgrund ihrer Ähnlichkeit zu der römischen Wandmalerei hat Fuhrmann auch eine Herme als Porträt des Krates gedeutet. Dieses im Archäologischen Nationalmuseum Neapel aufbewahrte Bildnis (Inventarnummer 6162) ist eine von vier gefundenen Repliken eines verlorenen griechischen Originals.
In der Neuzeit entstandene Porträts, wie das des spanischen Malers Jusepe de Ribera aus dem Jahre 1636, haben mit der antiken Bildnisüberlieferung nichts zu tun.

## Überlieferung
Die beiden wichtigsten Quellen zu Krates sind die zahlreichen Informationen in einer Schrift des im 3. Jahrhundert tätigen Philosophiehistorikers Diogenes Laertios und im byzantinischen Lexikon Suda aus dem 9. Jahrhundert. Auch sonst sind die antiken Berichte zu Krates vergleichsweise zahlreich. Da einige antike Autoren sie zitiert haben, sind Fragmente von Gedichten des Krates überliefert. In der jeweiligen Originalsprache gesammelt, liegt eine Ausgabe von Gabriele Giannantoni vor, die Fragmente der Gedichte hat als erster Hermann Diels gesammelt. Eine ins Deutsche übersetzte Auswahl von Textstellen der Kyniker gab Georg Luck heraus.